# Grenzen der Menschheit (Goethe)
Grenzen der Menschheit ist ein 1781 oder kurz davor von Johann Wolfgang von Goethe verfasstes Gedicht. Es findet seine Fortsetzung in Das Göttliche. Es zählt zur Epoche der Weimarer Klassik.

## Inhalt
Anfangs ist das Gedicht geprägt von Demutsgebärden gegenüber dem „Heiligen Geist“. Der Mensch wird dazu aufgefordert, Ehrerbietung zu leisten, und es kommt eine Warnung vor der Hybris vor „denn mit Göttern soll sich nicht messen irgendein Mensch“. Er (der Mensch) solle sich nicht einmal mit Reben oder Eichen vergleichen, sondern fest auf dem Boden stehen. Grenzen der Menschheit ist daher gut mit Ganymed vergleichbar, das einen ähnlichen Ton anschlägt, allerdings in „gemäßigterer Form“. Man sollte das Gedicht aber nicht alleine betrachten, sondern stets, wie auch bei Prometheus und Ganymed, ebenso Das Göttliche im Blick haben.